# عبد الرزاق الصافي
عبد الرزاق الصافي المعروف بأبي مخلص (1931 - 2019)، صحافي وسياسي وقيادي سابق في الحزب الشيوعي العراقي.

## ولادته
وُلد عبد الرزاق جميل الصافي لعائلة من وجهاء كربلاء، تمتلك من الوجاهة أكثر مما تمتلكه من المال، في العام 1350 هجرية، الذي يقابل عامي 1931 - 1932 ميلادية. وذلك استناداً إلى بيتين من الشعر نظمهما شاعر صديق للعائلة هو الشيخ الحويزي. وكان الشطر الاخير في البيتين بعد «أرّخ» هو «جميل الخلق للرزاق عبدا».

## دراسته
أكمل عبد الرزاق الصافي دراسته الابتدائية في المدرسة الابتدائية الأولى في العام 1943 ، والمتوسطة والثانوية في ثانوية كربلاء في العام 1948 . والتحق بكلية الحقوق في بغداد في العام الدراسي 1948 - 1949 وتخرج في العام الدراسي 1953 - 1954 بدرجة جيد، غير أن عمادة الكلية حجبت عنه شهادة التخرج تحت ضغط جهاز الأمن بسبب نشاطه السياسي، ولم يحصل على الشهادة إلا بعد ثورة 14 تموز/ يوليو 1958 ، وإنتمى في تلك السنة إلى نقابة المحامين العراقية.

## نشاطه السياسي وإعتقالاته وعمله
إنغمر في النشاط الوطني منذ كان في الثانوية وتلقى عقوبة انضباطية مدرسية، مع عدد من زملائه، بسبب مشاركتهم في مظاهرة ضد توصية لجنة التحقيق الانكلو - أمريكية بتقسيم فلسطين في خريف 1946. وعقوبة أخرى لمساهمته في شجب معاهدة بورتسموث بكلمة في حفل طلابي بعد إعلان التوقيع عليها بالاحرف الأولى في كانون الثاني / يناير 1948 قبل ان تندلع الأعمال الاحتجاجية ضد المعاهدة، التي انتهت (بوثبة كانون الثاني (يناير) 1948). وجرى تقديمه للمحاكمة أمام المجلس العرفي العسكري في صيف 1948 ، مع بضعة عشر شاباً وطنياً من كربلاء، بتهمة الشيوعية، من دون ان يكون بينهم من له ارتباط تنظيمي بالحزب الشيوعي العراقي، وأعتـُقل في العام 1950 لتوزيعه بيان الحزب الشيوعي في الذكرى الثانية للوثبة. وجرى تقديمه للمحاكمة أمام محكمة جزاء بغداد الأولى، وحـُكم بالسجن أحد عشر شهراً مع وقف التنفيذ، وإعتـُقل في العام 1952 لمشاركته في مظاهرة نظـّمها الحزب الشيوعي العراقي في الذكرى الرابعة للوثبة، يوم 27/1/1952 وجرى فصله وزميل له هو (عدنان جميل اسود) من الكلية جرّاء ذلك، الامر الذي أثار إضراباً واسعاً شمل كل كليات بغداد وعدداً من المدارس الثانوية في بغداد وخارجها بقيادة اتحاد الطلبة العراقيين العام، وجرى تقديمه مجددا للمحاكمة أمام محكمة جزاء بغداد، مع عدد من المتهمين، وأُفرج عنهم «لعدم توفـّر الادلة»، وذلك بفضل قيام «لجنة معاونة العدالة» في نقابة المحامين بانتداب مجموعة من المحامين للدفاع عنهم.
والقى الدفاع نيابة عن هيئة الدفاع الفقيد المحامي عامر عبد الله، وفي نهاية المرافعة في المحكمة، وبعد إعلان قرار الإفراج عن المتهمين هتف «لتعش ذكرى وثبة كانون المجيدة شوكة في اعين المستعمرين وأذنابهم». الامر الذي إعتبره الحاكم (القاضي) برهان الدين الكيلاني إهانة للمحكمة، وإخلالاً بالالتزام بعدم القيام بأي نشاط «مخل بالامن» من قبل المحكوم بعقوبة السجن مع وقف التنفيذ، لمدة خمس سنوات في الاقل، وكان ممثل الادعاء العام في هذه الدعوى الاستاذ عبد الأمير العكيلي، الذي لم يجد في الهتاف إهانة للمحكمة، لأنه لم تعـُد هناك محكمة بعد إصدار قرارها بالدعوى المنظورة. ولذا إكتفى النائب الوطني الاستاذ عبد الرزاق الشيخلي، الذي تولـّى الدفاع عن الصافي، بما قاله ممثل الادعاء العام. ورغم ذلك أصدر الكيلاني قراره بتنفيذ عقوبة السجن، وجرى إرسال الصافي إلى السجن. وعند إستئناف الحكم أمام محكمة الاستئناف في بغداد، وكان رئيسها، يوم ذاك، القانوني القدير الاستاذ عبد الجليل برتو، جرى نقض قرار حاكم جزاء بغداد الأول، واٌخرج الصافي من السجن. غير أن قرار محكمة الاستئناف جرى تمييزه أمام محكمة التمييز، التي كان في هيأتها شهاب الدين الكيلاني أخ عبد الرحمن. وقررت نقض قرار محكمة الاستئناف، وتأييد قرار محكمة الجزاء.ولذا اُلقي القبض مجدداً على الصافي واُعيد إلى سجن بغداد المركزي، ليقضي محكوميته التي إنتهت في شباط / فبراير 1953. حوكم وهو سجين مرة اًخرى، هو وبقية المتهمين، الذين أُفرج عنهم سابقاً، امام المجلس العرفي العسكري في بغداد، الذي شـُكـّل بعد قمع انتفاضة تشرين الثاني/ نوفمبر 1952، خلافا ًللمبدأ القانوني الذي يقضي بعدم جواز محاكمة المتهم عن نفس التهمة مرتين. وتولى الصافي، في هذه المحاكمة، الدفاع عن جميع المتهمين الذين معه لعدم وجود محامي للدفاع عنهم. وكانت نتيجة المحاكمة الإفراج عن جميع المتهمين في هذه القضية. اعتـُقل عام 1955 في البصرة، حيث كان مختفياً عن أنظار الشرطة لمواصلة نشاطه السياسي. وسيق امام محكمة جزاء بغداد الأولى، وامام نفس الحاكم (القاضي) عبد الرحمن الكيلاني، بتهمة «التشرّد»! و«عدم وجود وسيلة جليـّة للتعيـّش»! رغم إن اعتقاله جرى في اثناء عمله في حسابات «شركة التجارة والاعمار» في البصرة. ولذا إضطُّرت المحكمة إلى الإفراج عنه. وبدلاً من إطلاق سراحه من قبل مديرية التحقيقات الجنائية سيق إلى الدورة العسكرية للضباط الاحتياط، التي حجزت فيها سلطات العهد الملكي المئات من الموظفين والطلبة والمعلمين والمدرسين وأساتذة الكليات المفصولين. وكان الصافي من بين المدعوين للالتحاق بالدورة في وجبتها الأولى عام 1954، ولم يلتحق بها طوعاً، وأختفى عن أنظار الشرطة لمواصلة نشاطه السياسي كما سبق ذكره. ترأس صيف عام 1956 بعد اكماله الدورة العسكرية وفد «إتحاد الطلبة العراقي العام» إلى المؤتمر الرابع لاتحاد الطلاب العالمي في براغ، واُتيحت له فرصة زيارة الاتحاد السوفييتي بعد انتهاء أعمال المؤتمر واللقاء بالراحل ياسر عرفات.

## وظيفته بالحزب
عمل عبد الرزاق الصافي كادراً قيادياً في منظمة بغداد للحزب الشيوعي العراقي قبل ثورة 14 تموز / يوليو 1958 في المجال الطلابي: الحزبي والديمقراطي (اتحاد الطلبة العام). واستمر عمله في هذا المجال بعد الثورة لفترة وجيزة. وعمل بعدها في قيادة منظمة بغداد، وفي مجال التنظيم العسكري في الفرقة الثانية، ومقرها مدينة الديوانية. وكان يمثـّل الحزب لدى قائد الفرقة السيد حميد حصونة. وبعد ذلك عمل في التنظيم العسكري في بغداد حتى تشرين الأول / أكتوبر 1960.أرسله الحزب إلى بلغاريا للالتحاق بالمدرسة الحزبية العليا في صوفيا (التي تحوّلت في ما بعد إلى «اكاديمية العلوم الاجتماعية») وتخرّج فيها بامتياز في العام 1963. وعمل من حزيران / يونيو عام 1963 حتى تموز / يوليو 1968 في «إذاعة صوت الشعب العراقي» التي كانت تبث برامجها من صوفيا. أي منذ بدء البث حتى نهايته، وعاد إلى الوطن سراً في 12 تموز / يوليو 1968، والتحق بالعمل الحزبي، فور عودته، في مجال العلاقات الوطنية وتحرير الجريدة المركزية للحزب طريق الشعب السرية. تفرّغ للعمل في مجال اعلام الحزب الشيوعي العراقي: مجلة الثقافة الجديدة وصحيفة الفكر الجديد. وعند صدور صحيفة طريق الشعب علنية في 16/9/1973 كان رئيساً لتحريرها. إنتخب عضواً في اللجنة المركزية للحزب الشيوعي العراقي في المؤتمر الوطني الثاني للحزب (آب / أغسطس- ايلول / سبتمبر) عام 1970. إنتدبه الحزب لتمثيله في قيادة منظمة الأنصار الشيوعية التي شكـّلتها الاحزاب الشيوعية في المشرق العربي: اللبناني والسوري والأردني والعراقي، للإسهام في المقاومة الفلسطينية ضد الاحتلال الإسرائيلي. وتولى خلال ما يقرب من سنة (من أواخر عام 1970 إلى تشرين الأول/اكتوبر1971)، تزويد الصحافة في لبنان بتقارير ومقالات تفضح الإرهاب الذي كانت سلطة البعث الحاكم في العراق تسلـّطه على الحزب الشيوعي العراقي وسائر القوى الوطنية.

## عضويته بالحزب
كان عضواً في مجلس السلم والتضامن العراقي، وعضواً في مجلس السلم العالمي. شغل عضوية مجلس نقابة المحامين العراقية وعضوية هيئة تحرير مجلة القضاء التي تصدرها النقابة فترة قصيرة في النصف الأول من سبعينات القرن العشرين. ساهم في أعمال المكتب السياسي للجنة المركزية للحزب باعتباره عضواً مرشحاً في عام 1974، وصار عضواً أصيلاً فيه في أعقاب المؤتمر الوطني الثالث للحزب عام 1976. وشغل هذا الموقع الحزبي حتى المؤتمر الوطني السادس عام 1997. عاش وعمل في كردستان مع قوات أنصار الحزب الشيوعي العراقي عند انتقال الحزب إلى المعارضة عام 1979، من تموز/ يوليو 1982 حتى آذار / مارس1987. عمل قبل ذلك (79-82) وبعده (87-92) في بيروت ودمشق بصفته عضواً في المكتب السياسي في مجالات الاعلام والعلاقات الوطنية والقومية والاممية. وشارك في جميع الجهود التي قامت بها قوى المعارضة العراقية لاقامة الائتلافات السياسية ممثلاً للحزب الشيوعي العراقي. عمل في قيادة الحزب في كردستان منذ بداية 1992 حتى صيف 1997، إذ غادر كردستان إلى دمشق في حزيران /يونيو1997. أُصيب في تموز/ يوليو 1997 بذبحة صدرية حادة جداً إضطرته إلى ملازمة الفراش طيلة أربعة أشهر. وحرمته من المشاركة في أعمال المؤتمر الوطني السادس للحزب الذي إنعقد في نفس الشهر. وكان قد ساهم، قبل مغادرته كردستان، في إعداد مشاريع الوثائق والقرارات التي طُرحت في المؤتمر. غادر دمشق إلى لندن في 18 تشرين الثاني/نوفمبر1997. وبقي في لندن بسبب وضحه الصحي. وواصل نشاطه في مجال الكتابة في الصحافة العراقية المعارضة والصحافة العربية، دفاعاً عن سياسة الحزب وتاريخه وتاريخ الحركة الوطنية وفضح التشويهات والتخرصات المعادية للحزب والحركة الوطنية. ساهم في أعمال المؤتمر الوطني الرابع عام 1985 والخامس 1993. والمؤتمر الوطني السابع عام 2001 والمؤتمر الوطني الثامن في بغداد 2007.

## مؤلفاته
- شهادة على زمن عاصف.
- من ذاكرة الزمن.

## وفاته
توقف قلب الشخصية الوطنية والشيوعية عبد الرزاق الصافي عن الخفقان في 14 آيار / مايو 2019 عن عمر ناهز الثامنة والثمانين عامًا في مستشفى رويال بلندن.

## وصلات خارجية
- موقع المدى، مؤلفات عبد الرزاق الصافي